# Jon Mårdalen
Jon Mårdalen, född 18 augusti 1895 i Tinn i Telemark, död 5 december 1977, var en norsk längdåkare som tävlade under 1920-talet. Mårdalen deltog i OS 1924 och slutade på fjärde plats både på 18 kilometer och 50 kilometer i längdåkning.